# Californian (schip, 1902)
De SS Californian was een vrachtschip uit 1902 van Leyland Line. Het werd vooral bekend als het schip dat geen hulp bood bij de ondergang van de Titanic in 1912. Ze werd in 1915 in de Middellandse Zee tot zinken gebracht door een Duitse onderzeeër. In de film A Night to Remember komt het schip zeer negatief aan bod. Ook het hoorspel Het andere schip gaat over de Californian.

## Gegevens
De Californian was een Brits stoomschip dat eigendom was van de Leyland Line die op zijn beurt deel uitmaakte van J.P. Morgan's International Mercantile Marine Company. Het was gebouwd door de Caledon Shipbuilding & Engineering Company in Dundee, Schotland. Het schip mat 6223 ton, was 134 meter lang, 16 meter breed en had een gemiddelde snelheid van 12 knopen. De Californian werd te water gelaten op 26 november 1901. Op 31 januari 1902 begon ze aan haar eerste reis.  
Het schip was vooral gebouwd voor het vervoeren van katoen maar had ook accommodatie voor 47 passagiers. Er waren 55 bemanningsleden aan boord.

## Betrokkenheid bij de Titanic
De Californian was op 5 april 1912 onder het bevel van kapitein Stanley Lord vertrokken uit Liverpool met bestemming Boston aan de oostkust van de Verenigde Staten. Op zondag 14 april om 19.00u. ontving de marconist van de Titanic, Harold Bride, een bericht van de marconist van de Californian, Cyril Evans. De Californian waarschuwde dat er drie grote ijsbergen waren gezien. Bride gaf dit bericht pas door aan de brug om 22.20u. Intussen was de Californian in een groot veld met pakijs terechtgekomen, reden voor kapitein Lord het schip te stoppen tot de volgende morgen.

### Pakijs
Plotseling zag de kapitein lichten van een naderend schip, hij ging naar zijn marconist om te vragen welk schip dat kon zijn. Evans meldde dat het enige schip in de buurt RMS Titanic was. Lord vroeg de marconist de Titanic erover te informeren dat de Californian vastzat in pakijs. De Titanic was zo vlakbij dat de derde stuurman van de Californian er contact mee probeerde te maken met behulp van de morse lamp, maar de Titanic reageerde hier niet op. Op de Titanic had Harold Bride zijn taak inmiddels overgegeven aan Jack Phillips. Phillips was druk bezig met het versturen van privéberichten van passagiers naar Newfoundland, 1300 km verderop, en besteedde geen aandacht aan het bericht van zijn collega over het pakijs. Evans luisterde nog tot 23.30u. en ging toen naar bed. 10 minuten later botste de Titanic tegen een ijsberg. 

### Titanic
Net na middernacht zag tweede stuurman Stone van de Californian de Titanic liggen. Rond 00.45u. zag hij een witte flits vlak bij de Titanic en even later nog vier. Om 1.15u. meldde hij dit door de spreekbuis aan kapitein Lord. Lord vroeg hem te verwittigen als er iets veranderde en zei dat ze de Titanic moesten proberen te bereiken met de morselamp. Dat lukte echter niet, Stone vermoedde wel 'een soort van noodgeval'. Om 2.00u. leek het of de Titanic het gebied verliet. Gibson informeerde kapitein Lord hierover en dat hij in het totaal acht witte vuurpijlen had gezien. Lord vroeg of hij zeker was van de kleur. Later bleek dat de Titanic om 2.20u. was gezonken. Om 3.30u. zagen Stone vuurpijlen in het zuiden, ze bleken later afkomstig van de Carpathia, die uit het zuidoosten kwam en zo de Titanic wilde laten weten dat er hulp onderweg was. Om 4.16u. zag de eerste stuurman van de Californian, George F. Stewart, die Stone had vervangen, een helder verlicht schip met vier masten en een schoorsteen. Dit moet de Carpathia zijn geweest. Kapitein Lord werd wakker om 4.30u. en ging aan dek om te zien hoe hij langs het pakijs naar het westen kon varen. Om 5.30u. maakte Steward Evans wakker om te kijken of er die nacht nog berichten waren binnengekomen van het schip dat ’s nachts vuurpijlen had afgeschoten.
De Engelse auteur en Titanic-kenner Tim Maltin ontdekte in 2012 uit verschillende oude logboekgegevens dat er op het tijdstip van de aanvaring van de Titanic met de ijsberg een zeer koude zeestroom bestond (de zgn. 'Koude Labradorstroom'), welke een ijsbergveld naar het zuiden voerde.
Hierdoor daalde de zeewatertemperatuur in korte tijd van +14 naar -1,5°C waardoor een abnormale 'refractie' plaatsvond; dit is een luchtspiegeling op zee. De horizon kwam hierdoor schijnbaar hoger te liggen en de voorwerpen leken daardoor verder weg te zijn.
Ten gevolge hiervan zouden verschillende optische waarnemingen verstoord zijn geweest zoals de morse lamp van de Californian, de waarnemingen van de Californian, de noodvuurpijlen en de beruchte ijsberg. Deze laatste werd hierdoor te laat opgemerkt.
Er zijn vele theorieën ontwikkeld waarbij vaak menselijk falen op de voorgrond staat. Inmiddels is het aannemelijker geworden dat een speling van de natuur de hoofdrol heeft gespeeld.

### Zoektocht
Evans kwam zo te weten dat de Titanic die nacht was gezonken. Hij informeerde kapitein Lord daarover. Lord vertrok onmiddellijk, maar in plaats van naar de laatste positie van de Titanic te varen, voer hij door het pakijs naar het westen. Voorbij het ijs gekomen kon het schip versnellen en liet hij koers zetten naar het zuiden. De Californian kwam pas om 8.30u. aan op de plaats waar de Titanic was gezonken. Kapitein Lord legde later uit dat hij deze route had genomen vanwege de aanwezigheid van pakijs, hoewel er geen ijs geweest was tussen de Californian en de Titanic. De Carpathia was omstreeks 8.30u. gereed met het oppikken van overlevenden. Na communicatie tussen de Carpathia en Californian verliet de Carpathia het gebied en ging de Californian verder zoeken naar overlevenden, maar dat leverde niets meer op. Kapitein Lord werd er later van beschuldigd verkeerd gehandeld te hebben in de nacht dat de Titanic zonk. Ook al was zijn schip omgeven door pakijs, hij had toch moeten reageren op de noodsignalen met vuurpijlen van de Titanic.

## Eerste Wereldoorlog
De Californian voer in de Eerste Wereldoorlog in dienst van de Britse regering. Toen ze op 9 november 1915 op weg was van Thessaloniki naar Marseille werd ze getorpedeerd door de Duitse U-boot U-35 waarna ze zonk. Hierbij kwam een bemanningslid om het leven. Het wrak van de Californian is nooit terug gevonden. 